# Sveti Matej
Sveti Matej, apostol i evanđelist, kršćanski svetac, pisac Evanđelja po Mateju, propovjednik.

## Životopis

### U Novom zavjetu
Evanđeoski tekstovi i Djela apostolska navode Mateja na svim popisima dvanaestorice Isusovih učenika. Prema evanđeljima, bio je carinik, sakupljač poreza na putu koji je, kod Kafarnauma prelazio iz Galileje u Siriju, te je pripadao skupini ljudi, koji su bili neomiljeni i često korumpirani, te od ostalih Židova smatrani i obredno nečistima. Promijenio se, nakon što ga je osobno Isus posjetio i blagovao u njegovoj kući. Spremno se odazvao pozivu, da slijedi Isusa, a prije no što je to učinio, priredio je svečanu gozbu za rođake i prijatelje. Kasnije je taj događaj opisao u svom Evanđelju po Mateju.

### U kasnijoj predaji
Kasnija predaja o Mateju donosi mnogo više pojedinosti o njegovu životu. Kao Isusov apostol i propovijednik, obraćao se najprije Židovima te im je prije nego što ih ostavi, napisao Evanđelje na njihovu jeziku. Bio je to aramejski jezik, kojim su tada govorili Židovi u rimskoj Judeji. O tome svjedoče neki stari crkveni oci, no u današnjem tekstu Matejeva evanđelja pisanog grčkim jezikom nema jasnih tragova njegova prijevoda s aramejskog. Prema nekim predajama, propovijedao je Židovima oko 15 godina, uključujući i židovske enklave u Etiopiji i na Istoku.

## Evanđelje po Mateju
Matej u svome evanđelju želi pokazati, da je Isus Bogom obećani Mesija te da se u njemu ostvaruju i obistinjuju sva starozavjetna proročanstva i obećanja. Ta je značajka očita za Matejevo evanđelje od početka do kraja. Rodoslovljem na početku dokazuje, da je Isus Davidov potomak po tijelu. Djevičansko Isusovo začeće obistinjuje Izaijino proročanstvo, a rođenje u Betlehemu Mihejino. 

## Štovanje
Od 954. godine njegove se relikvije nalaze u Salernu, u Italiji, a oko 1080. g. položene su u crkvu podignutu njemu u čast, koju je osobno posvetio papa sv. Grgur VII. Uz njega na slikama, često je anđeo koji drži pero. Zaštitnik je grada Salerna, carinika, poreznika, bankara, zaštitara, brokera, računovođa i knjižničara. Blagdan mu je u Rimokatoličkoj Crkvi 21. rujna, a u pravoslavnim crkvama 16. studenog (ako se koristi julijanski kalendar onda je to po gregorijanskom 29. studenog.

## Vanjske poveznice
|  | Zajednički poslužitelj ima još gradiva o temi Sveti Matej |